# Zawady (Łódź)
Zawady [pronunciación en polaco: /zaˈvadɨ/] es un pueblo ubicado en el distrito administrativo de Gmina Dmosin, dentro del Distrito de Brzeziny, Voivodato de Łódź, en Polonia central. Se encuentra aproximadamente a 4 kilómetros al este de Dmosin, a 15 kilómetros al norte de Brzeziny, y a 29 kilómetros al noreste de la capital regional Łódź.